# Sergio Grieco
Sergio Grieco (Codevigo, 13 de enero de 1917-Roma, 30 de marzo de 1982) fue un director de cine y guionista italiano.

## Biografía
Su padre fue el comunista italiano Ruggero Grieco.
Comenzó a trabajar en el cine en la Unión Soviética en 1931, como asistente de Nikolai Ekk en la primera película sonora soviética, El camino de la vida. Comenzó su carrera cinematográfica italiana como supervisor de guion en 1939, y ascendió a asistente de dirección al año siguiente. En 1949 trabajó como asistente de René Clément en su película Demasiado tarde (1949).
Su debut como director fue Il sentiero dell'odio (1950), iniciando una prolífica carrera en una variedad de géneros. Conoció a su esposa Teresa Terrone (rebautizada como Susan Terry por su agente), quien apareció en varias de sus películas, comenzando con Lo spadaccino misterioso en 1955.
Dirigió cerca de 40 películas entre 1950 y 1977, escribiendo a menudo también sus propios guiones. Es más conocido por sus películas de aventuras, capa y espada, péplum y Eurospy con Ken Clark, incluida la serie de películas de imitación de James Bond sobre el «Agente Secreto 077», que dirigió bajo el seudónimo de «Terence Hathaway» Su última película fue La belva col mitra (1977). También coescribió el guion de Aquel maldito tren blindado (1978).
Su sobrino es David Grieco, quien ha trabajado como escritor, productor y director.

## Filmografía
- Il sentiero dell'odio (1950)
- I morti non pagano tasse (1952)
- Non è vero... ma ci credo (1952)
- Primo premio: Mariarosa (1952)
- Fermi tutti... arrivo io! (1953)
- Amarti è il mio peccato (Suor Celeste) (1954)
- Tua per la vita (1955)
- Giovanni dalle Bande Nere (1956)
- Lo spadaccino misterioso (1956)
- Il diavolo nero (1957)
- Il pirata dello sparviero nero (1958)
- Pia de' Tolomei (1958)
- Ciao, ciao bambina! (Piove) (1959)
- Le notti di Lucrezia Borgia (1959)
- Salambó (1960)
- La schiava di Roma (1960)
- La regina dei tartari (1961)
- Il capitano di ferro (1962)
- Giulio Cesare contro i pirati (1962)
- Il figlio del circo (1963)
- La chica del trébol (1964)
- Agente 077 missione Bloody Mary (1965)
- París-Estambul sin regreso (1965)
- Una spada per l'impero (1965)
- Operación Lady Chaplin (1966)
- Charada internacional (1967)
- Asalto a la corona de Inglaterra (1967)
- Password: Uccidete agente Gordon (1967)
- Rififí en Amsterdam (1967)
- Rapporto Fuller, base Stoccolma (1968)
- Il sergente Klems (1971)
- Tutti fratelli nel west... per parte di padre (1972)
- Le scomunicate di San Valentino (1974)
- L'uomo che sfidò l'organizzazione (1975)
- I violenti di Roma bene (1976)
- La nipote del prete (1976)
- La belva col mitra (1977)
- Il signor Ministro li pretese tutti e subito (1977)